# Tachina confecta
Tachina confecta là một loài ruồi trong họ Tachinidae.